# GTPase
Een GTPase is een enzym dat in staat is om GTP (guanosinetrifosfaat) te hydroliseren, waarbij de terminale fosfaatgroep afgesplitst wordt en GDP (guanosinedifosfaat) ontstaat.

## Mechanisme

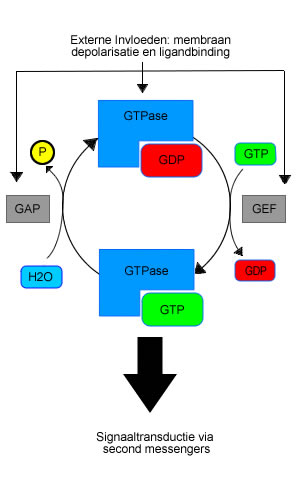
Schema van de GTPase-cyclus.

Een GTPase werkt als een schakelaar: er is een actieve en een inactieve toestand van het enzym. Afhankelijk van de toestand van het enzym, wordt er wel of niet een signaal afgegeven via een cascade van eiwitten.

### Activatie
GTPases hebben een actieve en een inactieve toestand: wanneer GDP gebonden is, is het inactief met als gevolg dat er geen signaaltransductie plaatsvindt. Zodra een extern signaal (via ligandbinding of depolarisatie van de membraan) gegenereerd wordt, zal een enzym genaamd GEF (Guanine Exchange Factor) de GTPase in de actieve toestand brengen. Dit kan doordat GEF het GDP-molecuul losmaakt van de GTPase, waardoor een vrij GTP-molecuul kan binden en de actieve toestand ontstaat. Als GTPase geactiveerd is kan het interageren met actine, en zo het cytoskelet van de cel beïnvloeden.

### Inactivatie
Inactivatie vindt plaats doordat een ander enzym, genaamd GAP (GTPase Activating Protein), de intrinsieke GTPase-activiteit activeert. Hierdoor wordt GTP gehydroliseerd tot GDP en is de GTPase in inactieve toestand hersteld. Deze inactivatie kan geschieden onder dezelfde soort invloeden als de activatie, zoals ligandbinding of depolarisatie van de celmembraan.

## Kinetiek
De enzymkinetiek van GTPases bestaat uit de activatie en deactivatie van een GTPase, en wordt gecontroleerd door de GEF- en GAP-enzymen. De snelheid waarmee dat gebeurt is afhankelijk van de volgende relatie tussen de concentraties van geactiveerd GTPase (GTPase*), gedeactiveerd GTPase (GTPase), GDP en GTP. Hieronder staat de vergelijking voor het evenwicht dat zich instelt voor de reactie.
{\displaystyle {\frac {[\mathrm {GTPase^{*}} ]\cdot [\mathrm {GDP} ]}{[\mathrm {GTPase} ]\cdot [\mathrm {GTP} ]}}={\frac {K_{\mathrm {on} }}{K_{\mathrm {off} }}}=K_{\mathrm {a} }}
De waarde Ka is constant, en wordt bepaald door de verhouding tussen de activatiesnelheid (Kon) en de deactivatiesnelheid (Koff). Als de concentratie GTP stijgt zal Koff groter worden, waardoor Kon groter moet worden om weer in evenwicht te komen. Kon wordt bepaald door het product van de concentratie GDP en actief GTPase. Dit product wordt groter wanneer GTPase geactiveerd wordt, waardoor de concentratie van zowel GDP als GTPase* toeneemt. Deze activatie blijft echter wel onder de controle van het GEF-enzym, die bepaalt of de activatie van GTPase wel of niet plaatsvindt.

## Functie
GTPases spelen een rol in signaaltransductie op verschillende manieren. Zo zijn er vier families van GTPases die bij verschillende celfuncties zijn betrokken.
- regulatoire GTPases
- receptor-geassocieerde trimerische G-eiwitten
- regulatoren van vesikeltransport
- eiwitsynthese via de ribosomen

De regulatoire GTPases verzorgen verschillende vormen van regulatie, waaronder de vorm, beweeglijkheid en migratie van cellen. Zij doen dit door via een cascade van eiwitten de polymerisatie en depolymerisatie van actine in het cytoskelet van een cel te beïnvloeden. De familie van de receptor-geassocieerde trimerische G-eiwitten bestaan uit eiwitten die reageren op het binden van een ligand aan een receptor. Door het binden van de ligand geeft de receptor het signaal af dat drie eiwitten (trimerisch) een complex vormen en daardoor een cascade van eiwitten activeren. De GTPases die betrokken zijn bij het reguleren van vesicle transport doen dit door vesikels (blaasjes gevuld met eiwitten of neurotransmitter) langs het cytoskelet te bewegen. De rol van GTPases bij de eiwitsynthese bestaat uit het binden van tRNA-moleculen bij de ribosomen.
Er zijn veel verschillende GTPases waaronder Rac-, Rho- en Ras-GTPase.

## Afwijkingen
Mutaties in genen voor GTPases kunnen leiden tot ontwikkelingsstoornissen zoals mentale retardatie. Een voorbeeld hiervan is Rho-GTPase, die een rol speelt in signaaltransductie van zich ontwikkelende neuronen.